# Reverchonia arenaria
Reverchonia arenaria es una especie de planta herbácea perteneciente a la familia Phyllanthaceae y la única especie en el género Reverchonia.
Es una planta herbácea caducifolia que crece en dunas arenosas en el sudoeste de los Estados Unidos y México.

## Taxonomía
Reverchonia arenaria fue descrita por Asa Gray y publicado en Proceedings of the American Academy of Arts and Sciences 16: 107. 1880.
Sinonimia
- Phyllanthus warnockii G.L.Webster, Contr. Univ. Michigan Herb. 25: 235 (2007).[2]